# Край за межами закону (фільм, 1937)
"Край за межами закону" (англ. Land Beyond the Law) — вестерн 1937 року режисера Б. Рівза Ісона за сценарієм Люсі Ворд та Джозефа К. Ватсона. У фільмі грали Дік Форан, Лінда Перрі, Вейн Морріс, Гаррі Вудс, Айрін Франклін та Френк Орт. Фільм був випущений Warner Bros. 13 березня 1937 року  

## Актори
- Дік Форан - Чарльз Чіп Дуглас
- Лінда Перрі - Луїза Тернер
- Уейн Морріс - Дейв Мессі
- Гаррі Вудс - Таскоса
- Ірен Франклін - Кейт Тернер
- Френк Орт - Шорті Лонг
- Гордон Харт - майор Деніел Едейр
- Сай Кендалл - Слейд Хенаберрі
- Гленн Стрендж - "Бенді" Маларкі
- Мілтон Кіббі - шериф Спенса
- Едмунд Кобб - Мейсон
- Генрі Ото - Кірбі
- Том Брауер - Джон Дуглас
- Пол Панцер - Джим Блейк
- Джо Кінг - губернатор Льюїс Воллес (в титрах не вказаний)